# Monumento nacional (Estados Unidos)
En los Estados Unidos, un monumento nacional (en inglés, National Monument) es un área protegida bastante similar a la de un parque nacional, aprobada mediante una ley del Congreso o mediante promulgación del Presidente de los Estados Unidos, sin necesidad de aprobación del Congreso, en virtud de la Ley de Antigüedades de 1906 en aquellos «paisajes históricos, estructuras históricas y prehistóricas y otros objetos de interés histórico o científico». Los monumentos nacionales reciben menos financiación y suponen un régimen de protección de la naturaleza menor al de los parques nacionales.

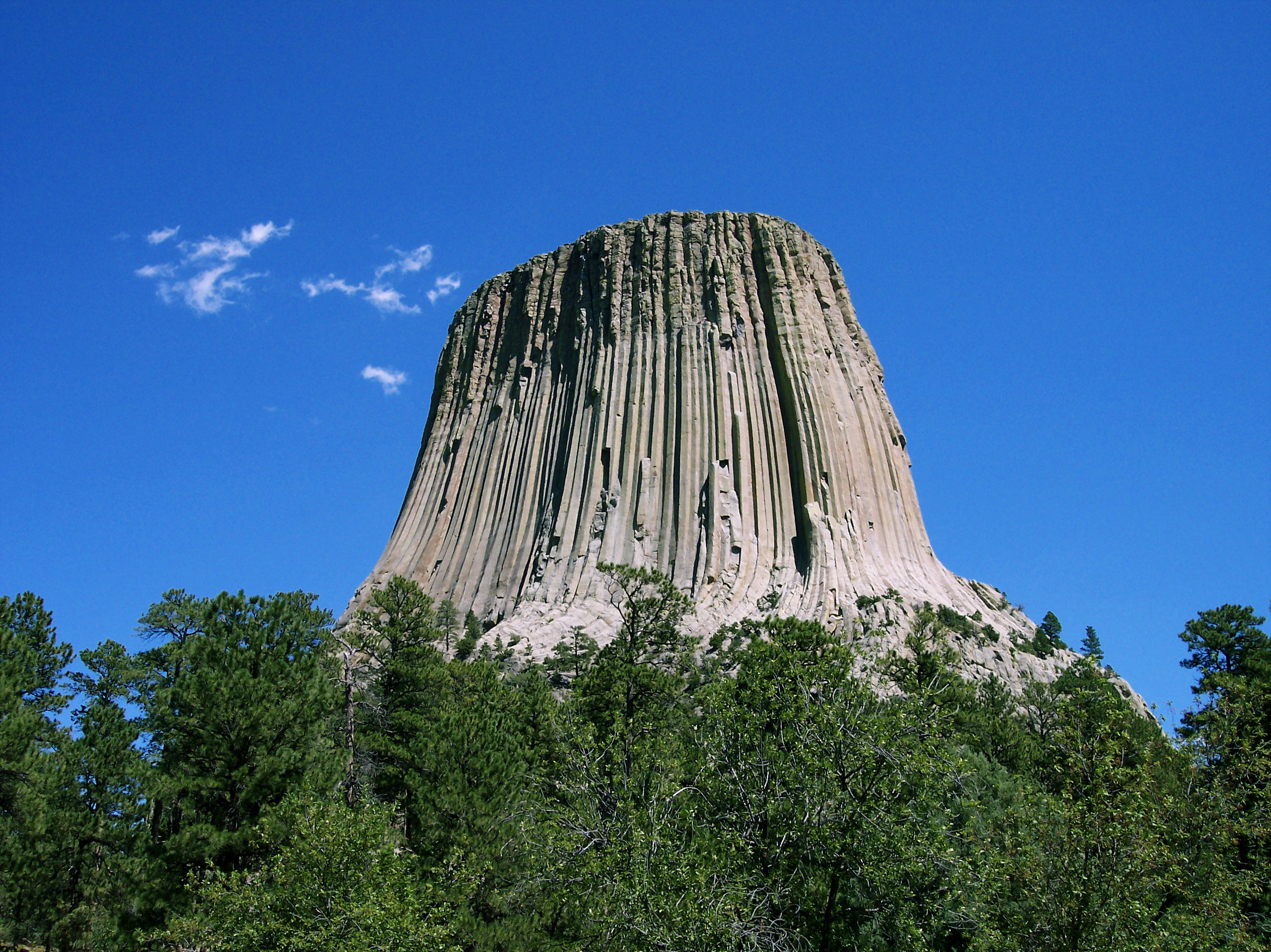
La Torre del Diablo (1906), el primer monumento nacional de los Estados Unidos.

Una de las diferencias más importantes entre un monumento nacional y un parque nacional es la cantidad de diversidad protegida: los monumentos nacionales intentan preservar casi siempre un único bien, pero no tienen la cantidad de diversidad de un parque nacional (que protegen todas las características). Sin embargo algunas áreas dentro (y que a veces continúan fuera) de parques nacionales, monumentos nacionales o bosques nacionales («National Forests») pueden ser también parte de las zonas salvajes («Wilderness Areas»), que pueden llegar a tener incluso un mayor grado de protección que un parque nacional, a pesar de que varias de las agencias encargadas de administrar esas áreas —Departamento de Agricultura, Servicio Forestal y Bureau of Land Management— suelen permitir la caza.
Los monumentos nacionales son gestionados por las diferentes agencias federales, el Servicio de Parques Nacionales («National Park Service»), el Servicio Forestal dependiente del Departamento de Agricultura («U.S. Forest Service»), el Servicio de Pesca y Vida Silvestre («U.S. Fish and Wildlife Service») o por el Bureau of Land Management.
La facultad presidencial para proclamar monumentos nacionales proviene de la ley de Antigüedades de 1906 y el presidente Theodore Roosevelt hizo uso de ella para declarar la Torre Diablo (Wyoming) como el primer monumento nacional, ya que pensaba que el Congreso avanzaba con demasiada lentitud y que sería arruinado con el tiempo si se esperase a declarar como un parque nacional.
El Congreso ha establecido 43 monumentos nacionales (el primero en 1927 y el último en 2000) y los distintos presidentes 124 monumentos más (el primero en 1906 y el último en 2009). No todos esos monumentos nacionales han conservado tal condición, ya que muchos han sido el origen de nuevos parques nacionales (o han sido incorporados a otros existentes) o han sido trasferidos a los estados para establecer parques estatales. Muy pocos de los monumentos nacionales abolidos han perdido totalmente la protección. En marzo de 2009, había en los estados Unidos 100 monumentos nacionales

## Historia

Monumento nacional de la Estatua de la Libertad Estados Unidos de América.

La ley de Antigüedades («Antiquities Act») de 1906 fue promulgada debido a las preocupaciones del momento sobre la protección de la mayoría de las ruinas prehistóricas y utensilios —colectivamente denominados «antigüedades»— de los nativos americanos que existían en tierras federales en el Oeste. La ley autorizaba el otorgamiento de permisos para realizar en ellos investigaciones arqueológicas legítimas y establecía sanciones para las personas que tomasen o destruyesen esas antigüedades sin permiso. Y además, autorizaba al presidente de los EE. UU. a declarar como monumento nacional «paisajes históricos, estructuras históricas y prehistóricas y otros objetos de interés histórico o científico» («historic landmarks, historic and prehistoric structures, and other objects of historic or scientific interest»), «cuyos límites en todos los casos se confinaran a la superficie más pequeña compatible con el buen cuidado y gestión de los objetos a proteger». («the limits of which in all cases shall be confined to the smallest area compatible with the proper care and management of the objects to be protected»).
Se esperaba que los monumentos nacionales fuesen sitios pequeños que se declararían para proteger lugares prehistóricos o antigüedades. Sin embargo, esa referencia en la ley a «objetos de interés [...] científico» («objects of [...] scientific interest») permitió al presidente Theodore Roosevelt declarar como primer monumento nacional, tres meses más tarde, un lugar natural con características geológicas destacadas, la Torre del Diablo («Devils Tower»), en Wyoming. Además, entre los siguientes tres monumentos nacionales que se proclamaron en 1906 estaba también otro elemento natural, el Bosque Petrificado de Arizona (el Congreso, en 1962, lo convertiría en el parque nacional del Bosque Petrificado).
La expectativa de que los monumentos nacionales serían pequeños también pronto se superó. En 1908 Roosevelt utilizó de nuevo la ley para declarar más de 3.200 km² del Gran Cañón del Colorado como monumento nacional -un gran «objeto de interés científico» («object of scientific interest»). Y en 1918 el presidente Woodrow Wilson declaró, en Alaska, el monumento nacional Katmai, con más de 4.000 km². El Bosque Petrificado, el Gran Cañón y Katmai más tarde, como muchos otros monumentos nacionales, fueron convertidos a parques nacionales por el Congreso. Katmai fue posteriormente ampliado a cerca de 11.000 km², haciendo también uso de la prerrogativa presidencial, y durante muchos años fue el parque nacional más grande del Sistema Nacional de Parques.
No hubo oposiciones significativas del Congreso a este amplio uso de la facultad presidencial en Arizona y Alaska, tal vez en parte porque Arizona y Alaska eran los únicos estados sin representación en el Congreso. Ninguna oposición se materializó hasta 1943, cuando el presidente Franklin D. Roosevelt proclamó el monumento nacional Jackson Hole, en Wyoming. Lo hizo al aceptar una donación de tierras adquiridas por John D. Rockefeller Jr., para ampliar el parque nacional de Grand Teton después que el Congreso se hubiese negado a autorizar la ampliación de ese parque. La declaración de Roosevelt desató una tormenta de críticas sobre el uso de la ley de Antigüedades para eludir la acción del Congreso. Un proyecto de ley aboliendo el monumento nacional Jackson Hole fue aprobado por el Congreso pero fue vetado por Roosevelt, y el Congreso recurrió a los tribunales que no impugnaron la proclamación, manteniendo el monumento. En 1950, el Congreso finalmente incorporó la mayoría del monumento en el parque nacional de Grand Teton, pero la ley bloqueo un uso posterior de la autorización presidencial en Wyoming.
Desde 1943 la potestad para declarar se ha utilizado muy poco, y rara vez sin la consulta previa y apoyo del Congreso. En 1949, por ejemplo, el presidente Harry S. Truman declaró el monumento nacional Efigie Mounds («Effigy Mounds National Monument») al aceptar una donación de tierras del estado de Iowa, a petición de la delegación de Iowa. En esas raras ocasiones en que la proclamación se utilizó en aparente desafío del sentimiento del Congreso y de los entes locales, el Congreso luego tomó represalias. Justo antes de dejar el cargo en 1961, el presidente Dwight D. Eisenhower proclamó el monumento nacional Canal Chesapeake y Ohio («Chesapeake and Ohio Canal National Monument») después de que el Congreso declinase actuar sobre la legislación del parque histórico nacional. El presidente del Comité del Interior, Wayne Aspinall de Colorado, respondió bloqueando los fondos posteriormente al final de esa década.
El uso más importante de esa prerrogativa presidencial se produjo en 1978, cuando el presidente Jimmy Carter proclamó 15 nuevos monumentos nacionales en Alaska, después de que el Congreso hubiese aplazado una gran compra de tierras en ese estado que contaba con una fuerte oposición estatal. El Congreso aprobó una versión revisada en 1980 que incorporaba la mayoría de esos monumentos nacionales en parques y reservas nacionales, pero la ley también redujo el uso de la prerrogativa presidencial en el estado de Alaska.
La declaración no se utilizó de nuevo hasta 1996, cuando el presidente Bill Clinton proclamó el monumento nacional Grand Staircase-Escalante («Grand Staircase-Escalante National Monument»). Esta acción fue muy impopular en Utah, y fueron presentados proyectos de ley que restrinjian aún más la autoridad del presidente. Hasta la fecha ninguno de ellos ha sido promulgado. La mayoría de los 16 monumentos nacionales creados por el presidente Clinton no son administrados por el Servicio de Parques Nacionales, sino por el Bureau of Land Management, como parte del Sistema Nacional de Conservación del Paisaje. Los nuevos monumentos gestionados por el NPS son el monumento nacional Isla de los Gobernadores («Governors Island National Monument»), monumento nacional Arrecifes de Coral de las Islas Vírgenes («Virgin Islands Coral Reef National Monument»), y el antiguo, monumento nacional Internamiento Minidoka («Minidoka Internment National Monument»)) (desde 2008, «Minidoka National Historic Site»).
George W. Bush declaró dos monumentos muy diferentes en 2006, en el centenario de la Ley de Antigüedades: el monumento nacional cementerio africano («African Burial Ground National Monument») es un pequeño sitio arqueológico en la Ciudad de Nueva York; el monumento nacional Noroeste de las Islas Hawái («Northwestern Hawaiian Islands National Monument») protege aproximadamente 360.000 km² de aguas del Océano Pacífico -mayor que todos los parques nacionales de Estados Unidos juntos. (En el año 2007, paso a denominarse «Papahānaumokuākea Marine National Monument»).
Algunos presidentes han utilizado la Ley de Antigüedades no sólo para crear nuevos monumentos nacionales, sino para ampliar los ya existentes. Por ejemplo, Franklin D. Roosevelt amplió significativamente el Monumento Nacional Dinosaurio en 1938; Lyndon B. Johnson añadió la Isla Ellis al Monumento Nacional de la Estatua de la Libertad («Statue of Liberty National Monument») en 1965; y, Jimmy Carter, hizo importantes ampliaciones de los Monumentos Nacionales Bahía del Glaciar y Katmai en 1978.
En enero de 2009, el presidente George W. Bush utilizó la Ley de Antigüedades para crear tres monumentos nacionales marinos: la Fosa de las Marianas («Mariana Trench Marine National Monument»), las Islas Remotas del Pacífico («Pacific Remote Islands Marine National Monument»), y el Atolón Rose («Rose Atoll Marine National Monument»).